# Conjecture de Cercignani
La conjecture de Cercignani est une conjecture proposée par Carlo Cercignani qui postule une inégalité entre entropie et production d'entropie destinée à estimer la convergence vers l'équilibre thermodynamique des gaz.

## Description du milieu gazeux à l'échelle microscopique
Il existe trois modes de description pour un ensemble de particules dans un volume de gaz isolé :
- la description newtonienne de toutes les particules par l'équation de Liouville portant sur la description d'un système classique constitué de N particules est donné par l'évolution de la fonction de distribution

{\displaystyle f_{N}=f_{N}(\mathbf {q} _{1}\dots \mathbf {q} _{N},\mathbf {p} _{1}\dots \mathbf {p} _{N},t)}
où les vecteurs qi sont les coordonnées généralisées du système et les pi les quantités de mouvement de chaque particule : il y a donc 6N variables dans un espace tridimensionnel.
Ce système est réversible : on peut lui appliquer le théorème de récurrence de Poincaré ;
- l'équation de Boltzmann portant sur la description statistique de l'état d'une particule quelconque représentant l'ensemble des particules, non distinguables

{\displaystyle f=f(\mathbf {q} ,\mathbf {p} ,t)}
Pour des raisons de simplicité le second membre quadratique de l'équation de Boltzmann est souvent remplacé par un terme linéaire (par exemple en utilisant la méthode de Bhatnagar-Gross-Krook, en abrégé méthode BGK), ce qui ne change pas le fond du problème.
Le théorème H établit l'irréversibilité de ce système dont on montre qu'il admet des solutions infinies aux temps longs. Cette contradiction avec la description newtonienne a fait l'objet d'une controverse historique entre Boltzmann, Loschmidt, Poincaré et Zermelo.
- la description de type « marcheur aléatoire » où l'on suit une particule soumise à un processus stochastique, ce qui conduit à une équation de diffusion, par nature irréversible.

On passe de l'équation de Boltzmann à l'équation de diffusion par quelques manipulations assez simples, ce qui ne pose pas de problème, au contraire du passage de la description newtonienne à l'équation de Boltzmann par la hiérarchie BBGKY ou celle de Boltzmann en utilisant le modèle d'interaction sphères dures de diamètre d et la loi d’échelle de Boltzmann-Grad à nombre de collisions constant
{\displaystyle N\to \infty \,,\qquad r\to 0^{+}\,,\qquad Nd^{2}=C^{ste}}
Ce passage à la limite est à l'origine d'une perte de réversibilité, en même temps que la perte d'information sur le système en passant d'un espace de dimension 6N à un espace de dimension 3.

## Conjecture de Cercignani

### Convergence vers l'équilibre thermodynamique
On se place dans le cas d'un milieu homogène constitué de particules d'un gaz parfait dont l'équilibre thermodynamique correspond à la loi de distribution des vitesses de Maxwell feq (v). Ce système obéit à l'équation de Boltzmann
{\displaystyle {\frac {\partial }{\partial t}}f(\mathbf {v} ,t)=Q(f,f)(\mathbf {v} ,t)}
où Q (f, f) est l'opérateur de collision quadratique auquel on peut substituer l'opérateur BGK {\displaystyle B(f)(\mathbf {v} ,t)}.
La fonction H de Boltzmann (l'opposée de l'entropie) vaut
{\displaystyle \mathrm {H} (f)=\int f(\mathbf {v} )\log f(\mathbf {v} )\mathrm {d} \mathbf {v} }
C'est une fonction qui décroît de façon monotone.
La distance de l'état courant défini par f (v) à l'état final est mesurée par la divergence de Kullback-Leibler
{\displaystyle D(f)=\int f(\mathbf {v} )\log \left({\frac {f(\mathbf {v} )}{f_{eq}(\mathbf {v} )}}\right)\mathrm {d} \mathbf {v} =\mathrm {H} (f)-\mathrm {H} (f_{eq})\geq 0}
La production de H est donnée par
{\displaystyle P(f)=-\int {\frac {\partial }{\partial t}}f(\mathbf {v} ,t)\log f(\mathbf {v} )\mathrm {d} \mathbf {v} =-\int Q(f,f)(\mathbf {v} )\log f(\mathbf {v} )\mathrm {d} \mathbf {v} \geq 0}
Cette quantité est positive ou nulle. Elle est nulle si et seulement si f = feq.
En dérivant D (f) par rapport à t on voit que la « vitesse » de convergence vers l'équilibre est proportionnelle à la production d'entropie
{\displaystyle {\frac {\mathrm {d} D(f)}{\mathrm {d} t}}={\frac {\mathrm {d} \mathrm {H} (f)}{\mathrm {d} t}}=-P(f)}

### Conjecture
La conjecture de Cercignani s'exprime par l'inégalité
{\displaystyle P(f)\,\geq \,\lambda \,D(f)\,,\qquad \lambda >0}
où le coefficient λ ne dépend que de Q.
En appliquant cette hypothèse à l'équation de convergence on voit que
{\displaystyle D(f)\leq D(f_{0})e^{-\lambda t}}
où f0 est l'état initial. f converge au moins aussi vite qu'une exponentielle.
Divers exemples ont montré que cette conjecture était fausse en l'état. Des travaux encore actuels se focalisent sur la nature du coefficient λ et sa dépendance aux autres paramètres du problème comme le potentiel d'interaction ou les conditions initiales (propriétés de f0). En suivant Cédric Villani on peut dire que « cette conjecture est souvent vraie et toujours presque vraie ».